# Lehn
Lehn er en uddød dansk adelsslægt, der føres tilbage til vinhandler og rådmand i København Johan Lehn (død 1684). Sønnen, Abraham Lehn (1643-1709), drev det ansete vinhus »Dyrkjøb« sammesteds, blev skibsreder i stor stil og direktør for Ostindisk Kompagni. Hans sønner, bog- og kunstsamleren Abraham Lehn til Højbygård, Fuglsang, Priorskov og Berritzgård (1702-1757) (i følge Sct Petri Kirkebog Enesteministerialbog 1659-1728 fol 36 døbt den 10.5.1702), kendt som den, der uden skyld gav anledning til Tordenskiolds duel, og den barnløse Johan Lehn til Hvidkilde, Nielstrup og Lindskov, kaldet Lehnskov (1706-1760) (døbt den 3.12.1706 ifølge kirkebog for Sct. Petri, Enesteministerialbog 1659-1728 fol 36), gift med Edel Margrethe Brockenhus von Løwenhielm (1708- 1767). Da Johan Bülow blev forældreløs som toårig voksede han op her hos sin moster og onkel på Hvidkilde.
Brødrene blev ved patent af 27. juni 1731 ophøjede i den danske adel med flg. våben: En med et sølv passionskors belagt blå pæl i sølv felt under et rødt skjoldhoved, hvori en guld krone, på hjelmen to sølv vesselhorn.
Den ældre broders søn, kammerherre Poul Abraham Lehn (1732-1804), der blev slægtens sidste mand, arvede Berritzgård og Højbygård samt farbroderens nævnte godser; senere købte han Orebygård og Lungholm. Han var en human og praktisk godsejer, der gerne ville bondens vel. Som medlem af den store Landbokommission bekæmpede han
ikke desto mindre stavnsbåndets løsning. Ved patent af 29. november 1780 optoges han i friherrelig stand, idet våbnet blev forbedret med endnu en hjelm, der bar tre guld rytterfaner, hver med hovedet af en sort dobbeltørn, samt forsynet med to vildmænd som skjoldholdere. Af hans fynske godser — Hvidkilde, Nielstrup og Lehnskov — oprettedes 7. februar 1781 baroniet Lehn, af Orebygård og Berritzgård 17. september 1784 baroniet Guldborgland og af Højbygård og Lungholm 1. juli 1803 stamhuset Højbygaard, af hvilket der 13. marts 1819 oprettedes baroniet Sønderkarle. Hans ældste datter, baronesse Sophie Amalie Lehn (1764-1834), gift med generaladjutant, kammerherre Hans Rantzau, der 28. december 1804 optoges i friherrestanden med navnet Rantzau-Lehn, tiltrådte besiddelsen af baroniet Lehn. Dette overgik ved hendes død til ægteparrets datter, baronesse Pauline Christine Elisabeth Rantzow-Lehn (1803-1860), hvis ægtefælle, baron Frederik Christian Holsten, ved patent af 11. marts 1835 fik navnet Holsten-Lehn. Da de sidstnævnte ikke efterlod børn, gik baroniet over til baron Poul Abraham Lehns næstældste datters, baronesse Margrethe Krabbe Lehns (1766-1789) datter, Christiane Henriette Barner til baroniet Guldborgland (se Barner og Kaas). Hendes efterkommere har senere været besiddere af baroniet (se Rosenørn), der ved baronesse Anna Christiane Adelheid Rosenørn-Lehns ægteskab med grev Frederik Ludvig Vilhelm Ahlefeldt-Laurvig, som tillige med sin ældste søn og dennes agnatiske efterkommere ved patent af 3. juli 1905 fik navnet Ahlefeldt-Laurvig-Lehn, kom i grevens slægts besiddelse. Ovennævnte Christiane Henriette Barner blev besidder af baroniet Guldborgland efter sin morfader, baron Poul Abraham Lehn. Det har siden været besiddet af hendes efterkommere (se Rosenørn).
Baron Poul Abraham Lehns fjerde datter, baronesse Johanne Frederikke Lehn (1775-1805), gift med kammerjunker Frederik von Walmoden til Fuglsang og Priorskov, tiltrådte stamhuset Højbygaard efter faderen. Da hun døde barnløs, tilfaldt det Poul Godske von Bertouch (se von Bertouch), en søn af hendes søster, baron Poul Abraham Lehns tredje datter, baronesse Elisabeth Cathrine Lehn (1772-1802).